# إلا ابنتي (فلم)
إلا ابنتي هو فيلم درامي مصري من إنتاج سنة 1992، عن قصة إحسان عبد القدوس ومن بطولة صلاح ذو الفقار، وإخراج كريم ضياء الدين.

## ملخص القصة
تدور أحداث الفيلم حول موظف المتحف الذي ينهي حياته الوظيفية بالزواج من سيدة الأعمال، التي تحاول السيطرة عليه، والزج به في العديد من صفقاتها، حيث بيع الآثار، والقطع الفنية المهربة، فيحاول الهرب منها، ومن حياتها بالزواج منه، وإذا به يكتشف تورط ابنته كريمة في الأمر، فيحاول إنقاذها.

## طاقم التمثيل

### بطولة
- صلاح ذو الفقار
- ليلي طاهر
- وفاء مكي
- سحر رامي
- ممدوح وافي
- عادل هاشم
- محمد متولي

### بالاشتراك مع
- أحمد شاكر عبد اللطيف
- نجلاء المليجي
- نبيل الغول
- عبد الرحمن مجدي
- سحر الصاوي

## وصلات خارجية
- إلا ابنتي على موقع قاعدة بيانات الأفلام العربية